# Horní Životice
Horní Životice é uma comuna checa localizada na região de Morávia-Silésia, distrito de Bruntál‎.